# Tjekkiets historie
Det nuværende Tjekkiets historie rækker tilbage længe inden den formelle etablering af den moderne Tjekkiske Republik den 6. marts 1990. 
Det moderne Tjekkiet omfatter det tidligere Bøhmen, der fra 950 til 1627 var betydelig stat i det Tysk-romerske rige og Prag var en af Europas største og vigtigste byer. I 1526 blev landet indlemmet i det Østrig-ungarske Rige, som det var en del af frem til 1918, hvor riget blev opløst og Tjekkiet udskilt samme med Slovakiet, der tilsammen blev en selvstændig stat under navnet Tjekkoslovakiet.
Tjekkoslovakiet blev i det 20. århundrede besat af Nazi-Tyskland under 2. verdenskrig. Under krigen blev Tjekkoslovakiet befriet af Sovjetunionenen og indlemmet i Sovjetunionens interessesfære, hvor det forblev indtil Sovjetunionens sammenbrud. Ved Fløjlsrevolutionen i november-december 1989 blev Det tjekkoslovakiske kommunistpartis magtmonopol brudt og Tjekkoslovakiet blev et demokrati. I 1993 deltes Tjekkoslovakiet i Tjekkiet og Slovakiet, og i 1999 indtrådte Tjekkiet i NATO og i 2004 blev landet optaget i EU.

## Tidslinje
- 973: Prag udnævnes til bispedømme.
- 1705-14: 	Karlsbroen blev forsynet med skulpturer.
- 1741-44: 	Under den Østrigske Arvefølgekrig blev Prag invaderet af bl.a. franske tropper.
- 1756-63: 	Under Den Preussiske Syvårskrig blev Prag invaderet af tyske tropper.
- 1774: 	Indførelse af skolepligt.
- 1784: 	Kejser Joseph 2. slog Prags 4 bydele sammen til én.
- 1791: 	Første europæiske industriudstilling blev afholdt i Prag.
- 1848: 	Kraftig industrialisering af Prag.
- 1918:	Efter det østrig-ungarske riges sammenbrud blev Prag d. 28. oktober hovedstad i det nydannede Tjekkoslovakiet.
- 1920: 	37 småbyer og landsbyer blev en del af Prag.
- 1930'erne: Prags indbyggertal nåede op på 1 mill.
- 1939: 	I marts måned havde tyskerne besat hele Tjekkiet.
- 1945: 	(5-9. maj) opstand i Prag mod nazisterne. Den Røde Hær befriede Tjekkiet. US Army havde stor del i befrielsen, men Den Røde hær overholdt ikke aftalen om rykke ind i Prag samtidig, derfor blev Tjekkiet besat af Russerne og fik ikke frihed før 1989.
- 1945-46: 	Næsten 2,5 mill. tyskere blev tvunget til at forlade Tjekkiet.
- 1946:	Det tjekkoslovakiske kommunistparti vandt valget med 40 % af stemmerne.
- 1948: 	Kommunistpartiet overtager magten ved Pragkuppet.
- 1960: 	Foregik der en modernisering af det kommunistiske styre.
- 1968: 	Blev Tjekkoslovakiet invaderet og besat af tropper fra Sovjetunionen, Ungarn, DDR, Polen og Bulgarien. Invasionen blev ikke mødt med væbnet modstand, men demonstrationerne kostede alligevel 70 mennesker livet.
- 1976: I december dannes Charter 77 af Vaclav Havel.
- 1989: 	Faldt det kommunistiske styre i Tjekkoslovakiet. Denne omvæltning fik navnet "Fløjlsrevolutionen", fordi det skete efter forholdsvis fredelige demonstrationer og strejker over hele landet.
- 1990: 	Det første demokratiske valg i 42 år, hvor Václav Havel blev valgt som præsident.
- 1993: 	Ved en fredelig overenskomst blev Tjekkoslovakiet delt i to lande, Tjekkiet og Slovakiet.
- 1999:	Tjekkiet blev medlem af NATO.
- 2003: 	Den 7. marts blev Václav Klaus valgt som præsident.